# دومينيك بونا
دومينيك بونا (بالفرنسية: Dominique Bona) ولدت في 29 يوليو 1953 ببيربينيا البرانيس الشرقية، وهي كاتبة فرنسية. وهي عضوة بأكاديمية اللغة الفرنسية بالمقعد رقم 33 منذ 18 أبريل 2013م. حصلت على جائزة رينودو الأدبية عام 1998م.

## روابط خارجية
- دومينيك بونا على موقع IMDb (الإنجليزية)